# Syringopais temperatella
Syringopais temperatella är en fjärilsart som beskrevs av Lederer 1855. Syringopais temperatella ingår i släktet Syringopais och familjen stävmalar. Inga underarter finns listade i Catalogue of Life.